# Proablepharus tenuis
Espèce
Synonymes
- Ablepharus tenuis Broom, 1896
- Ablepharus broomensis Lönnberg & Anderson, 1913
- Proablepharus broomensis (Lönnberg & Anderson, 1913)
- Ablepharis davisi Copland, 1952
- Proablepharus davisi (Copland, 1952)

Proablepharus tenuis est une espèce de sauriens de la famille des Scincidae.

## Répartition
Cette espèce est endémique d'Australie. Elle se rencontre en Australie-Occidentale, dans le Territoire du Nord et au Queensland.

## Publication originale
- Broom, 1896 : On two new species of Ablepharus from north Queensland. Annals and magazine of natural history, sér. 6, vol. 18, p. 342-344 (texte intégral).